# 李貴 (宣德庚戌進士)
李貴（1401年—？），字玉瓚，陝西鳳翔府鳳翔縣人，明朝政治人物。進士出身。

## 生平
陝西鄉試第十六名。宣德五年（1430年）丁丑科會試第七十五名，殿試登進士第三甲第三十九名。

## 家族
曾祖父李祐。祖父李得林。父亲李榮。